# 碘酸镎(IV)
碘酸镎(IV)是一种无机化合物，有放射性，化学式为Np(IO3)4，Np(IV)的配位数为8。它的无水物或水合物均可由Np4+和碘酸盐反应制得，其无水物属四方晶系P42/n空间群。